# Nedlitz (Fläming)
Nedlitz  este o comună în Saxonia-Anhalt, Germania